# Берти, Монтегю, 2-й граф Линдси
Монтегю́ Бе́рти, 2-й граф Ли́ндси (англ. Montagu Bertie, 2nd Earl of Lindsey; 1608 — 25 июля 1666) — английский аристократ и политический деятель, участник Английской революции на стороне кавалеров. Носил титулы барона Уиллоуби де Эрзби (1640—1666), графа Линдси (1642—1666).

## Биография
Монтегю Берти был старшим сыном в семье Роберта Берти, 1-го графа Линдси и его супруги Элизабет Монтегю (ум. 1654), старшей дочери Эдварда Монтегю, 1-й барона Монтегю из Боутона. В 1623 году закончил Сидни-Сассекс-колледж, один из колледжей Кембриджского университета.
В 1624 году Берти стал членом парламента Англии от графства Линкольншир. Затем он отправился в Голландскую республику, где служил вместе с отцом, получив чин капитана. Вернувшись в Англию, он в 1624 и 1625 годах дважды избирался членом парламента от округа Стэмфорд.
В правление короля Карла I Монтегю Берти был джентльменом Тайной палаты и занимал несколько административных должностей. Во время Первой Епископской войны (1639) собрал четыре роты Королевской пешей лейб-гвардии и получил звание капитана полка. В 1640 году, благодаря приказу об ускорении, получил титул барона Уиллоуби де Эрзби.
Во время гражданской войны в Англии, Монтегю, как и его отец, поддерживали кавалеров. В звании полковника кавалерии Берти принимал участие в битве при Эджхилле (1642), в которой был смертельно ранен его отец. Монтегю сдался в плен круглоголовым, чтобы сопровождать отца в плену. Его отец умер от полученный раны, а Монтегю был отправлен в Уорикский замок, где содержался под стражей до июля 1643 года, когда произошёл обмен пленных.
После освобождения он стал носителем титула графа Линдси и должности лорда великого камергера Англии, которые унаследовал после смерти отца в плену. После воссоединения с королём в Оксфорде, Берти был назначен членом Тайного совета и продолжил участвовать в гражданской войне на стороне короля, получив чин генерал-лейтенанта лейб-гвардии. Монтегю участвовал в Первой (1643) и Второй битвах при Ньюбери (1644), битве при Лостуитиеле (1644) и сражении при Нейзби (1645), в которой он был ранен.
После капитуляции Оксфорда (1646) Берти продолжал оставаться с королём, в течение трёх лет до казни Карла I в январе 1649 года. После казни короля он сопровождал его тело для погребения в Капеллу Святого Георгия. После этого он отошёл от государственных дел и вёл частную жизнь, вплоть до реставрации Стюартов, когда королём стал Карл II (сын казнённого короля), который назначил его также лорд-лейтенантом Линкольншира.
Скончался 25 июля 1666 года в Кэмпден-хаусе (Кенсингтон), был похоронен в Гримстхоупе..

## Семья
Первой женой Монтегю Берти была Марта Рамсей (урож. Кокэйн), дочь сэра Уильяма Кокэйна. У супругов было 8 детей (5 сыновей и 3 дочери):
- Роберт Берти (8 ноября 1630 — 8 мая 1701) — 3-й граф Линдси (1666—1701), лорд-лейтенант Линкольншира (1666—1701), лорд великий камергер (1666—1701);
- Дост. Перегрин Берти[англ.] (ок. 1634 — 3 января 1701) — политик, член парламента;
- Дост. Ричард Берти[англ.] (ок. 1635 — 19 января 1686) ― член парламента и военный, участник подавления восстания Монмута;
- Дост. Чарльз Берти[англ.] (ок. 1640 — 22 марта 1711) — секретарь казначейства (1673—1679), казначей артиллерии[англ.] (1681—1699, 1702—1705);
- Дост. Вер Берти[англ.] (ум. 1680/1681), юрист и судья;
- Леди Элизабет Берти[англ.] (1640—1683), вышла замуж за Баптиста Ноэля, 3-го виконта Кампден[англ.] (1611 — 29 октября 1682), в браке было 9 детей;
- Леди Бриджит Берти (1629 — 7 января 1704), вышла замуж за Томаса Осборна, 1-го герцога Лидса (20 февраля 1632 — 26 июля 1712), в браке было 9 детей;
- Леди Кэтрин Берти (ум. 1659), вышла замуж за Роберта Дормера.

Второй женой Монтегю Берти была Бриджет Рэй, единственная дочь Эдварда Рэя и его супруги Элизабет Рэй, 3-й баронессы Норрейс из Рикота. У супругов было 4 детей:
- Джеймс Берти (16 июня 1653 — 22 мая 1699) — барон Норрейс[англ.] (1657—1699), граф Абингдон (1682—1699), лорд-лейтенант Оксфордшира[англ.] (1674—1687, 1689—1697);
- Дост. Генри Берти[англ.] (ок. 1654 — 4 декабря 1734), член парламента, участник подавления восстания Монмута;
- Дост. Эдвард Берти;
- Леди Мэри Берти (1 сентября 1655 — 30 июня 1709), вышла замуж за Чарльза Дормера, 2-го графа Карнарвон, брак был бездетен.